# Рихтер, Герман Эбергард
Герман-Эбергард Фридрих Рихтер (нем. Hermann Eberhard Friedrich Richter, 1808—1876) — немецкий медик; занимался с 1831 г. врачебной практикой в Дрездене, в 1838 г. сделался там же профессором медико-хирургической академии. Рихтер старался обосновать терапию на естественнонаучных началах, стремился к реформе медицинского дела соответственно условиям современности и боролся со знахарством во всех его видах.
Среди его работ можно выделить: «Grundriss der innern Klinik» (4 изд., Лейпциг, 1860, 2 т.), «Organon der physiologischen Therapie» (Лейпциг, 1850), «Die schwedische nationale und medizinische Gymnastik» (Дрезден и Лейпциг, 1845), «Blutarmut und Bleichsucht» (2 изд., Дрезден и Лейпциг, 1854), «Arzneitaschenbuch zur Pharmacopoea germanica» (Дрезден, 1868), «Arzneitaschenbuch zur deutschen Reichspharmakopäe» (Дрезден, 1872), «Das Geheimmittelunwesen» (2 т., Лейпциг, 1872—75), «Ueber Milch- und Molkenkuren» (Лейпциг, 1872). Вместе с Винтером Р. с 1850 г. редактировал «Schmidts Jahrbücher der gesamten Medizin». Ср. Grosse, «Herm. Eberh. Richter, der Gründer des deutschen Aerztevereinsbundes».